# Obsjjaga
Obsjjaga (russisk: Общага) er en russisk spillefilm fra 2021 af Roman Vasjanov.

## Medvirkende
- Gennadij Vyrypajev som Pavel Zabelin
- Irina Starsjenbaum som Nelli Karavaeva
- Marina Vasiljeva som Sveta Leusjina
- Nikita Jefremov som Vanja Simakov
- Ilja Malanin som Igor Kaminskij